# Георги Манолов (кмет)
Георги Стоянов Манолов е български политик и инженер, кмет на община Свиленград от 2004 до 2019 г.

## Биография
Роден е на 18 април 1959 г. в Свиленград, Народна република България. През 1977 г. завършва ЕСПУ „Д-р Петър Берон“ в родния си град. През 1984 г. завършва висше образование във ВИАС – София (днес Университет по архитектура, строителство и геодезия – София), специалност „Промишлено и жилищно строителство“.
Започва работа като технически ръководител на обекти към СМК – Хасково. От 1986 до 1989 г. е последователно завеждащ отдел, секретар и първи секретар на ОбК на ДКМС. От 1989 до 1992 г. е заместник-директор по производствената дейност в СМК – Хасково, поделение Свиленград. До 1999 г. е управител на валутен магазин към „Трансимпекс“ – София. През 1999 г. създава и ръководи успешно собствен бизнес – фирма за търговия и производство на строителни материали „ДЕК-1“ ООД.

### Политическа дейност
На местните избори през 2015 г. е издигнат от инициативен комитет като независим кандидат за кмет на община Свиленград. На проведения първи тур е избран за кмет, като получава 6165 гласа (или 53,87%).